# Заза Пачулія
Заза Пачулія (груз. ზაზა ფაჩულია, нар. 10 лютого 1984, Тбілісі, Грузинська РСР, СРСР) — грузинський баскетболіст, який виступав на позиції центрового за декілька команд НБА. Народився як Заур, але згодом змінив ім'я на Зазу. Крім грузинського має ще турецьке громадянство, але виступав за національну збірну Грузії, де був її капітаном. Після завершення ігрової кар'єри — консультант відділу баскетбольних операцій «Голден-Стейт Ворріорс».

## Професійна кар'єра

### Ранні роки
Пачулія був успішним гравцем в баскетбол ще з самого дитинства. У віці тринадцяти років його зріст становив 2,03 м. Ще в підлітковому віці він підписав контракт з турецьким клубом «Улкерспор», який помітив юнака. Тоді ж він був лідером юніорської збірної Грузії.

### НБА

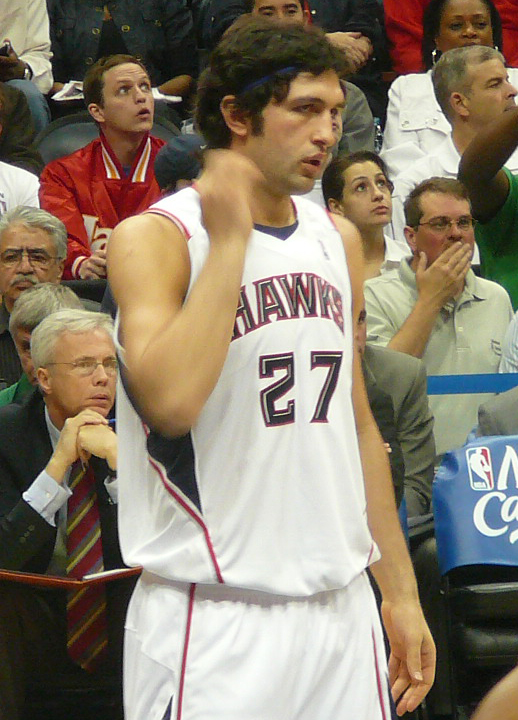
Пачулія у складі Атланта Гокс у травні 2008

Провівши кілька хороших сезонів в «Улкерспорі», Пачулія був вибраний командою «Орландо Меджик» на Драфті-2003. Провівши там сезон, він був обміняний до «Мілвокі Бакс». В складі «Бакс» Пачулія в середньому за гру набирав 6,2 очка та робив 5,1 підбирання, виходячи на майданчик в основному із лави запасних.
2005 року Пачулія підписав контракт з «Атлантою Гокс», де він став основним центровим. В сезоні 2005—06 він набирав 11,7 очок та 7,9 підбирань. Наступний 2006—07 сезон він почав як основний центровий, але згодом став гравцем запасу. Саме в цьому сезоні у Пачулії виник конфлікт на майданчику із зіркою Кевіном Гарнеттом, після якого дехто почав називати Зазу «Бальбоа», на честь головного персонажу з фільму «Роккі». 13 липня 2007 року Пачулія та «Гокс» продовжили контракт.
Протягом 2011 року, коли в НБА був локаут, Пачулія виступав за турецький Галатасарай, поки в грудні 2011 року не повернувся до Атланти.
17 липня 2013 року Пачулія підписав контракт з «Мілвокі Бакс». 20 березня 2015 року у матчі проти «Бруклін Нетс» Пачулія набрав 22 очка та зробив 21 підбирання, 18 з яких були під чужим щитом. Це стало рекордом за історію «Бакс».
9 липня 2015 року Пачулія перейшов до «Даллас Маверікс» в обмін на майбутній вибір в другому раунді драфту для «Мілвокі». А в січні 2016 року, з 14,227 голосами він сенсаційно вибив зірку «Сан-Антоніо Сперс» Кауая Леонарда зі стартової п'ятірки Західної конференції Матчу всіх зірок.
25 липня 2016 року Пачулія підписав контракт з «Голден-Стейт Ворріорс». У першому матчі фіналу Західної конференції проти «Сан-Антоніо Сперс» грубо зіграв проти лідера команди суперника Кавая Леонарда та травмував його, що більше не дозволило тому зіграти у сезоні. ЗМІ та фахівці звинуватили Пачулію у навмисному фолі, однак сам гравець це заперечував. Він продовжив виходити на майданчик та допоміг команді виграти чемпіонат НБА, перемігши у фіналі НБА «Клівленд Кавальєрс» 4-1.
25 лютого 2018 року в матчі проти «Оклахома-Сіті Тандер» Пачулія в післяігровому епізоді впав на ногу Расселу Вестбруку та ледве не травмував його. За це Заза знову отримав шквал критики як від ЗМІ, так і від гравців і тренерів НБА, серед яких Пол Джордж, Кайрі Ірвінг, Грегг Попович та сам Вестбрук. У червні Пачулія вдруге виграв титул чемпіона НБА у складі команди, яка вдруге поспіль обіграла «Клівленд».
15 липня 2018 року підписав контракт з «Детройт Пістонс».
29 серпня 2019 року оголосив про завершення кар'єри гравця та перехід на посаду консультанта з баскетбольних операцій клубу «Голден-Стейт Ворріорс».

## Особисте життя
Одружений, з дружиною Тікою виховують двох синів Давіта та Сабу, та дочку Маріам. 
З 2004 року Пачулія організовує безкоштовний щорічний літній баскетбольний табір для дітей в різних місцях Грузії. 2016 року це заняття переросло в заснування його баскетбольної академії в Тбілісі.
2017 року отримав Нагороду Честі з рук президента Грузії Георгія Маргвелашвілі.

## Ігрова статистика

### НБА

#### Регулярний сезон
| Сезон    | Команда      | GP    | GS  | MPG  | FG%  | 3P%  | FT%  | RPG | APG | SPG | BPG | PPG  |
| -------- | ------------ | ----- | --- | ---- | ---- | ---- | ---- | --- | --- | --- | --- | ---- |
| 2003–04  | Орландо      | 59    | 2   | 11.3 | .389 | .000 | .644 | 2.9 | .2  | .4  | .2  | 3.3  |
| 2004–05  | Мілвокі      | 74    | 4   | 18.9 | .452 | .000 | .746 | 5.1 | .8  | .6  | .5  | 6.2  |
| 2005–06  | Атланта      | 78    | 78  | 31.4 | .451 | .000 | .735 | 7.9 | 1.7 | 1.1 | .5  | 11.7 |
| 2006–07  | Атланта      | 72    | 47  | 28.1 | .474 | .000 | .786 | 6.9 | 1.5 | 1.1 | .5  | 12.2 |
| 2007–08  | Атланта      | 62    | 5   | 15.2 | .437 | .000 | .706 | 4.0 | .6  | .4  | .2  | 5.2  |
| 2008–09  | Атланта      | 77    | 26  | 19.1 | .497 | .000 | .709 | 5.7 | .7  | .5  | .3  | 6.2  |
| 2009–10  | Атланта      | 78    | 1   | 14.0 | .488 | .000 | .650 | 3.8 | .5  | .5  | .4  | 4.3  |
| 2010–11  | Атланта      | 79    | 7   | 15.7 | .461 | .000 | .754 | 4.2 | .7  | .4  | .3  | 4.4  |
| 2011–12  | Атланта      | 58    | 44  | 28.3 | .499 | .000 | .741 | 7.9 | 1.4 | .9  | .5  | 7.8  |
| 2012–13  | Атланта      | 52    | 15  | 21.8 | .473 | .000 | .757 | 6.5 | 1.5 | .7  | .2  | 5.9  |
| 2013–14  | Мілвокі      | 53    | 43  | 25.0 | .427 | .000 | .846 | 6.3 | 2.6 | .8  | .3  | 7.7  |
| 2014–15  | Мілвокі      | 73    | 45  | 23.7 | .454 | .000 | .788 | 6.8 | 2.4 | 1.1 | .3  | 8.3  |
| 2015–16  | Даллас       | 76    | 69  | 26.4 | .454 | .000 | .768 | 9.4 | 1.7 | .8  | .3  | 8.6  |
| 2016–17† | Голден-Стейт | 70    | 70  | 18.1 | .534 | .000 | .778 | 5.9 | 1.9 | .8  | .5  | 6.1  |
| 2017–18† | Голден-Стейт | 69    | 57  | 14.1 | .564 | .000 | .806 | 4.7 | 1.6 | .6  | .2  | 5.4  |
| 2018–19  | Детройт      | 68    | 3   | 12.9 | .440 | .000 | .782 | 3.9 | 1.3 | .5  | .3  | 3.9  |
| Кар'єра  | Кар'єра      | 1,098 | 516 | 20.3 | .469 | .000 | .751 | 5.8 | 1.3 | .7  | .3  | 6.8  |

#### Плей-оф
| Сезон   | Команда      | GP | GS | MPG  | FG%  | 3P%  | FT%  | RPG | APG | SPG | BPG | PPG |
| ------- | ------------ | -- | -- | ---- | ---- | ---- | ---- | --- | --- | --- | --- | --- |
| 2008    | Атланта      | 7  | 0  | 15.0 | .280 | .000 | .714 | 2.9 | .3  | .3  | .0  | 4.1 |
| 2009    | Атланта      | 11 | 1  | 23.6 | .415 | .000 | .762 | 6.9 | .3  | .5  | .3  | 6.9 |
| 2010    | Атланта      | 11 | 0  | 14.6 | .514 | .000 | .625 | 3.5 | .3  | .2  | .6  | 4.6 |
| 2011    | Атланта      | 11 | 0  | 17.7 | .478 | .000 | .773 | 4.9 | 1.2 | .2  | .1  | 3.5 |
| 2015    | Мілвокі      | 6  | 6  | 21.5 | .400 | .000 | .615 | 6.7 | 1.5 | 1.7 | .5  | 6.7 |
| 2016    | Даллас       | 5  | 4  | 22.4 | .375 | -    | .882 | 5.4 | 3.2 | .6  | .2  | 6.6 |
| 2017†   | Голден-Стейт | 15 | 15 | 14.1 | .533 | .000 | .765 | 3.8 | .8  | .5  | .3  | 5.1 |
| 2018†   | Голден-Стейт | 7  | 0  | 3.7  | .571 | -    | .750 | 1.7 | .1  | .4  | .1  | 2.4 |
| Кар'єра | Кар'єра      | 73 | 26 | 16.4 | .446 | .000 | .738 | 4.4 | .8  | .5  | .3  | 5.0 |

### Євроліга
| Рік     | Команда     | GP | GS | MPG  | FG%  | 3P%  | FT%  | RPG | APG | SPG | BPG | PPG | PIR |
| ------- | ----------- | -- | -- | ---- | ---- | ---- | ---- | --- | --- | --- | --- | --- | --- |
| 2001–02 | Улкерспор   | 13 | 1  | 7.4  | .536 | .000 | .733 | 1.8 | .2  | .3  | .1  | 3.2 | 3.7 |
| 2002–03 | Улкерспор   | 14 | 2  | 10.4 | .467 | .000 | .625 | 2.9 | .3  | .5  | .5  | 4.4 | 4.8 |
| 2011–12 | Галатасарай | 4  | 2  | 15.1 | .389 | .000 | .600 | 4.5 | .5  | .5  | .5  | 6.5 | 6.8 |
| Кар'єра |             | 31 | 5  | 10.0 | .473 | .000 | .642 | 2.6 | .3  | .4  | .1  | 4.2 | 4.6 |